# Agalope
Agalope is een geslacht van vlinders van de familie bloeddrupjes (Zygaenidae), uit de onderfamilie Chalcosiinae.

## Soorten
- A. ardjuna Roepke, 1937
- A. aurelia Oberthür, 1923
- A. basiflava (Moore, 1879)
- A. bieti (Oberthür, 1886)
- A. bifasciata (Hope, 1840)
- A. davidi (Oberthür, 1884)
- A. dejeani Oberthür, 1893
- A. eroniodes (Moore, 1879)
- A. glacialis (Moore, 1872)
- A. grandis Mell
- A. hemileuca (Rothschild, 1904)
- A. hyalina (Kollar, 1844)
- A. immaculata Leech, 1898
- A. javana (Aurivillius, 1894)
- A. karenkonis Matsumura, 1931
- A. lucia Oberthür, 1923
- A. sanguifasciata Horie, 1994
- A. simplex Jordan, 1925
- A. trimacula Matsumura, 1927